# زولتان زابو
زولتان زابو (23 ديسمبر 1980 بودابست المجر - ) هو لاعب كرة قدم مجري يلعب كلاعب وسط.